# Пита, Мария
Мария Майор Фернандес де Камара и Пита (исп. María Mayor Fernández de Cámara y Pita; 1565, Сиграс — 1643) — испанская героиня обороны Ла-Коруньи (северная Испания) от английской армады, атаковавшей испанское побережье в 1589 году.

## Оборона Ла-Коруньи
4 мая 1589 года английские войска, осаждавшие Ла-Корунью и уже овладевшие её нижним городом, прорвали оборону старого города. Мария Пита помогала своему мужу, армейскому капитану, командовавшему обороной, когда он был убит арбалетным болтом, попавшим ему в голову. Английский солдат со знаменем, пробиравшийся к самой высокой части стены, был убит Питой. Она сама появилась на вершине стены, крича: «Все, у кого есть честь, следуйте за мной!» (исп. Quen teña honra, que me siga), после чего английское нападение было отбито защитниками города. Впоследствии англичане отказались от осады и вернулись на свои корабли. Другие женщины также принимали непосредственное участие в обороне Ла-Коруньи; сохранившаяся запись сообщает о том, что только одна Инес де Бен получила медицинскую помощь после двух огнестрельных ранений, полученных во время осады. Героические подвиги Питы были оценены и вознаграждены Филиппом II, королём Испании, который даровал ей пенсию военного офицера, которую она получила после смерти своего мужа, убитого во время сражения.
Мария Пита была замужем четыре раза и имела четверых детей.

## Памятник
В честь неё в Ла-Корунье была воздвигнута 3,3-метровая статуя (более 9 метров в высоту с учётом пьедестала).

## Испанские корабли
- Корабль (корвет) «Мария Пита», участвовавший в экспедиции Франсиско Хавьера де Бальмиса в 1803 году, был назван в её честь[4].
- В августе 2008 года испанское спасательное судно BS-14 получило название María Pita[5].